# CF Industries
CF Industries Holdings, Inc. er en amerikansk producent og distributør af kunstgødning, det inkluderer ammoniak, urea og ammoniumnitratprodukter. De har hovedkvarter i Deerfield, Illinois. Virksomheden blev etableret i 1946 som Central Farmers Fertilizer Company.